# ميدان رسل

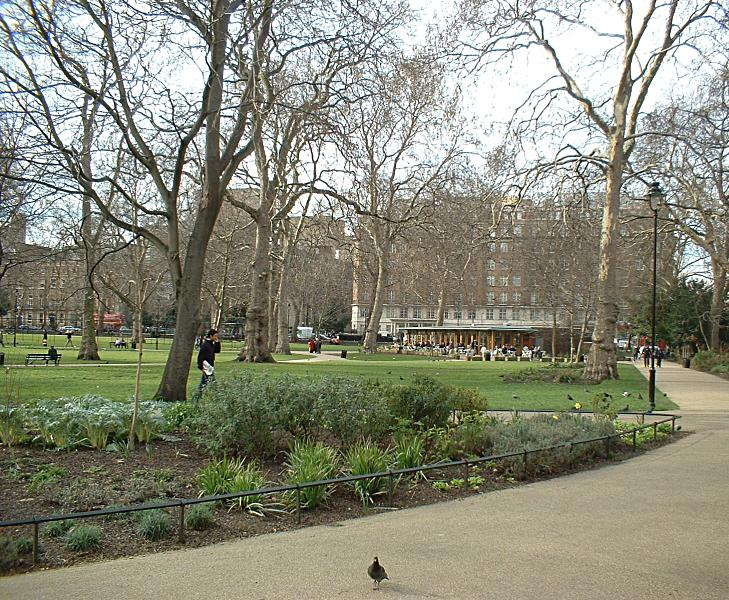
ميدان رسل.

ميدان رسّل يقع في حي بلومزبري بالعاصمة البريطانية لندن. يقع الميدان قرب مدرسة الدراسات الشرقية والإفريقية والمتحف البريطاني.